# Metopia argentata
Metopia argentata är en tvåvingeart som beskrevs av Macquart 1851. Metopia argentata ingår i släktet Metopia och familjen köttflugor.
Artens utbredningsområde är Schweiz. Arten är reproducerande i Sverige. Inga underarter finns listade i Catalogue of Life.